# 惇裕堂文氏宗祠

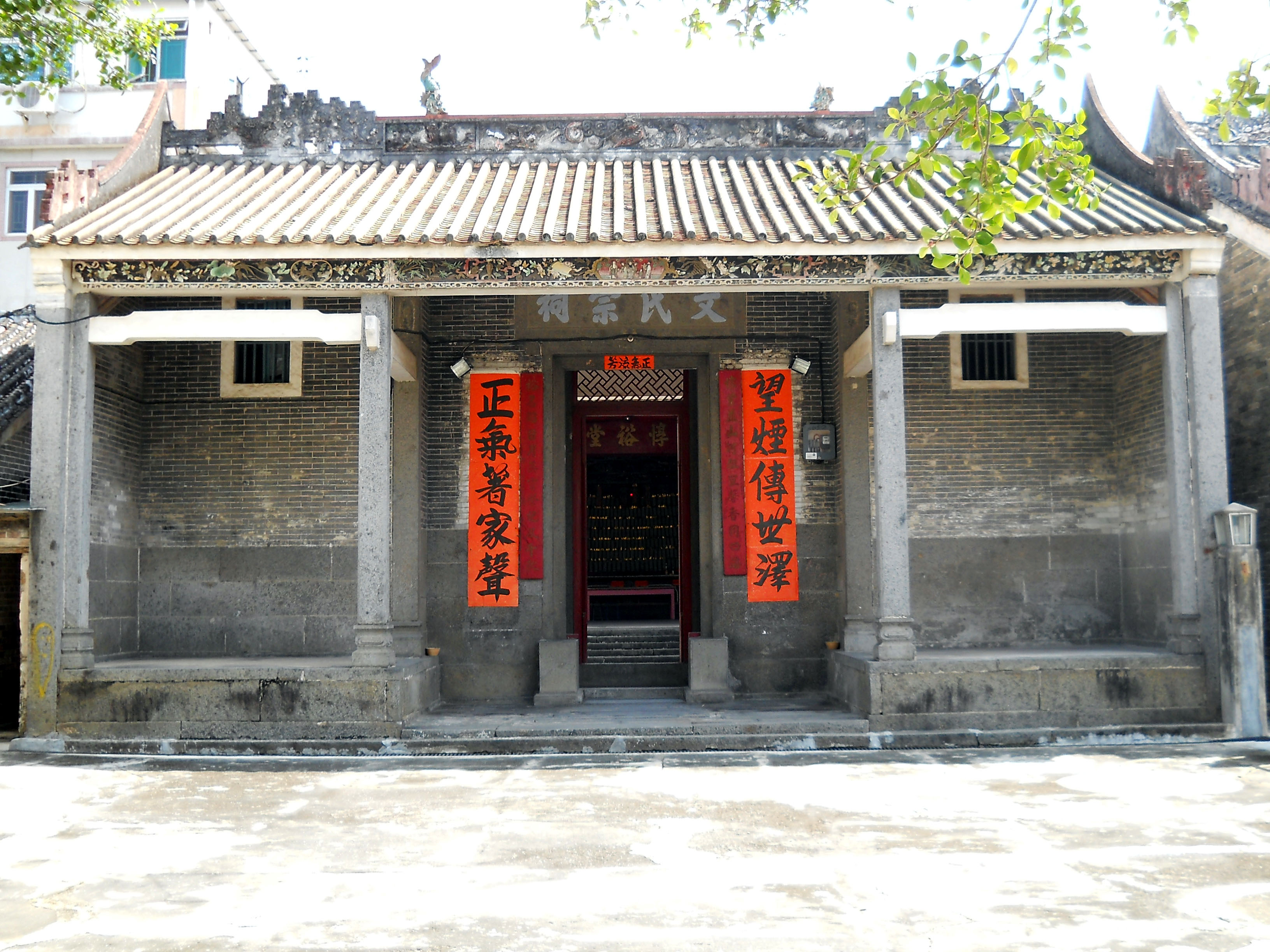
惇裕堂文氏宗祠

惇裕堂文氏宗祠位於香港新界新田蕃田村，建於明英宗正統九年（1444年），相傳是開基祖文世歌所建，是蕃田村五所文氏公祠中最早建成的公祠，亦是文氏的太祖祠。

## 建築
宗祠為兩進式設計，內廳恭奉祖先木主；中廳掛有文天祥畫像，並恭奉七個非文姓保衛家園的烈士神位。上聯「望煙傳世澤」指寶安文氏二世祖文應麟在深圳鳳凰山建望煙樓濟貧的故事，下聯「正氣著家聲」指文天祥。

## 用途
文氏在宗祠內舉行婚禮、點燈、醮、團拜和春秋二祭等大型慶典和重要儀式。宗祠昔日是族人的主要書室，亦是防衛隊審理小盜匪的地方。院內一座附屬建築物用作開辦「惇裕幼稚園」。

## 外部連結
- 1 444幢歷史建築物簡要
- 惇裕堂文氏宗祠 （页面存档备份，存于）

1. ↑  .   [2020-12-14]. （原始内容存档于2015-12-08）.